# Unguiculella
Unguiculella is een geslacht van schimmels behorend tot de familie Hyaloscyphaceae. De typesoort is Unguiculella falcipila, maar deze soort werd later hernoemd naar Unguiculella hamulata. Het geslacht werd voor het eerst in 1906 beschreven door de mycoloog Franz Xaver Rudolf von Höhnel.

## Soorten
Volgens Index Fungorum telt het geslacht 15 soorten (peildatum januari 2022):
| Soortnaam                                     | Auteur(s)                      | Publicatiejaar |
| --------------------------------------------- | ------------------------------ | -------------- |
| Unguiculella aggregata                        | (Feltgen) Höhn.                | 1906           |
| Unguiculella caespitosa                       | Dennis                         | 1950           |
| Unguiculella eurotioides (Kruidwaterkelkje)   | (P. Karst.) Nannf.             | 1936           |
| Unguiculella foliicola                        | (Graddon) Spooner & P.M. Kirk  | 1989           |
| Unguiculella globosa                          | Ekanayaka, Q. Zhao & K.D. Hyde | 2019           |
| Unguiculella hamulata (Brandnetelwaterkelkje) | (Feltgen) Höhn.                | 1906           |
| Unguiculella incarnatina                      | (Quél.) Baral                  | 2020           |
| Unguiculella jamaicensis                      | W.Y. Zhuang & Korf             | 1989           |
| Unguiculella meliolicola                      | Dennis                         | 1955           |
| Unguiculella microspora                       | Velen.                         |                |
| Unguiculella nectriiphila                     | Svrček                         | 1992           |
| Unguiculella oregonensis                      | (Kanouse) Dennis               | 1963           |
| Unguiculella robergei                         | (Desm.) Dennis                 | 1955           |
| Unguiculella sarothamni                       | (Velen.) Svrček                | 1978           |
| Unguiculella tityri                           | (Velen.) Huhtinen & Spooner    | 2003           |